# Luzonica
Luzonica is een geslacht van rechtvleugeligen uit de familie veldsprinkhanen (Acrididae). De wetenschappelijke naam van dit geslacht is voor het eerst geldig gepubliceerd in 1933 door Willemse.

## Soorten
Het geslacht Luzonica omvat de volgende soorten:
- Luzonica bicarinata Willemse, 1933
- Luzonica luzonica Willemse, 1933